# Omitama (Ibaraki)
 Omitama (小美玉市  Omitama-shi?) es una ciudad  situada en la Prefectura de Ibaraki en Japón.
A 1 de diciembre de 2013 la ciudad tenía una de población de 51.822 habitantes y  una densidad poblacional de 357 personas por km².  La superficie total es de 145,03 km².

## Creación de la ciudad
La ciudad fue fundada el 27 de marzo de 2006, de la fusión de los municipios de Ogawa (小川町 Ogawa-machi) y Minori (美野里町 Minori-machi) [ambos pertenecientes al Distrito de Higashiibaraki (東茨城郡 Higashiibaraki-gun)] y de la villa Tamari (玉里村 Tamari-mura) perteneciente al Distrito de Niihari (新治郡 Niihari-gun) y este último distrito se disolvió en esa misma fecha. 
La nueva ciudad toma su nombre de la fusión de las tres localidades: o-mi-tama (小-美-玉).

## Geografía
La ciudad se encuentra ubicada al centro de la Prefectura de Ibaraki; una parte de su territorio, el extremo sur, toca orillas del lago Kasumigaura.
Sus ríos son el Sonobegawa y el Tomoegawa.
Su territorio limita al oeste con Ishioka; al norte con Kasama e Ibaraki; al este con Hokota, y al sur con Namegata.

## Transporte

### Terrestre y férreo
La ciudad tiene comunicación terrestre a través de la “Ruta Nacional 6” y la “Jōban Expressway” con Mito al norte y con Tokio al sur.
Por vía férrea utilizando la “Línea Jōban” en la estación Hatori en Omitama o en la estación Ishioka en Ishioka yendo al sur se comunica con Tokio; por la misma línea férrea al norte se comunica con la capital de la prefectura la ciudad de Mito.

### Aeropuerto de Ibaraki y Aeródromo de Hyakuri
Un nuevo aeropuerto de la aviación civil en Omitama, llamado Aeropuerto de Ibaraki, para el servicio doméstico a Naha, Fukuoka, Osaka y Sapporo, se inauguró en marzo de 2010. 
El aeródromo, es compartido entre la Fuerza Aérea de Autodefensa de Japón y el Aeropuerto de Ibaraki que  está dirigido a operadores internacionales y domésticos de bajo costo. 
El Aeródromo de Hyakuri, es una base de la Fuerza Aérea de Autodefensa de Japón, que se encuentra situada en la ciudad de Omitama. 
Se han realizado en el Aeropuerto de Ibaraki Vuelos internacionales de Spring Airlines, al Aeropuerto Internacional Pudong (Shanghái, China); de Asiana Airlines, al Aeropuerto Internacional de Incheon (Incheon, Corea del Sur), y de Myanmar Airways International, al Aeropuerto Internacional de Mandalay (Mandalay, Birmania o Myanmar).

## Galería de imágenes

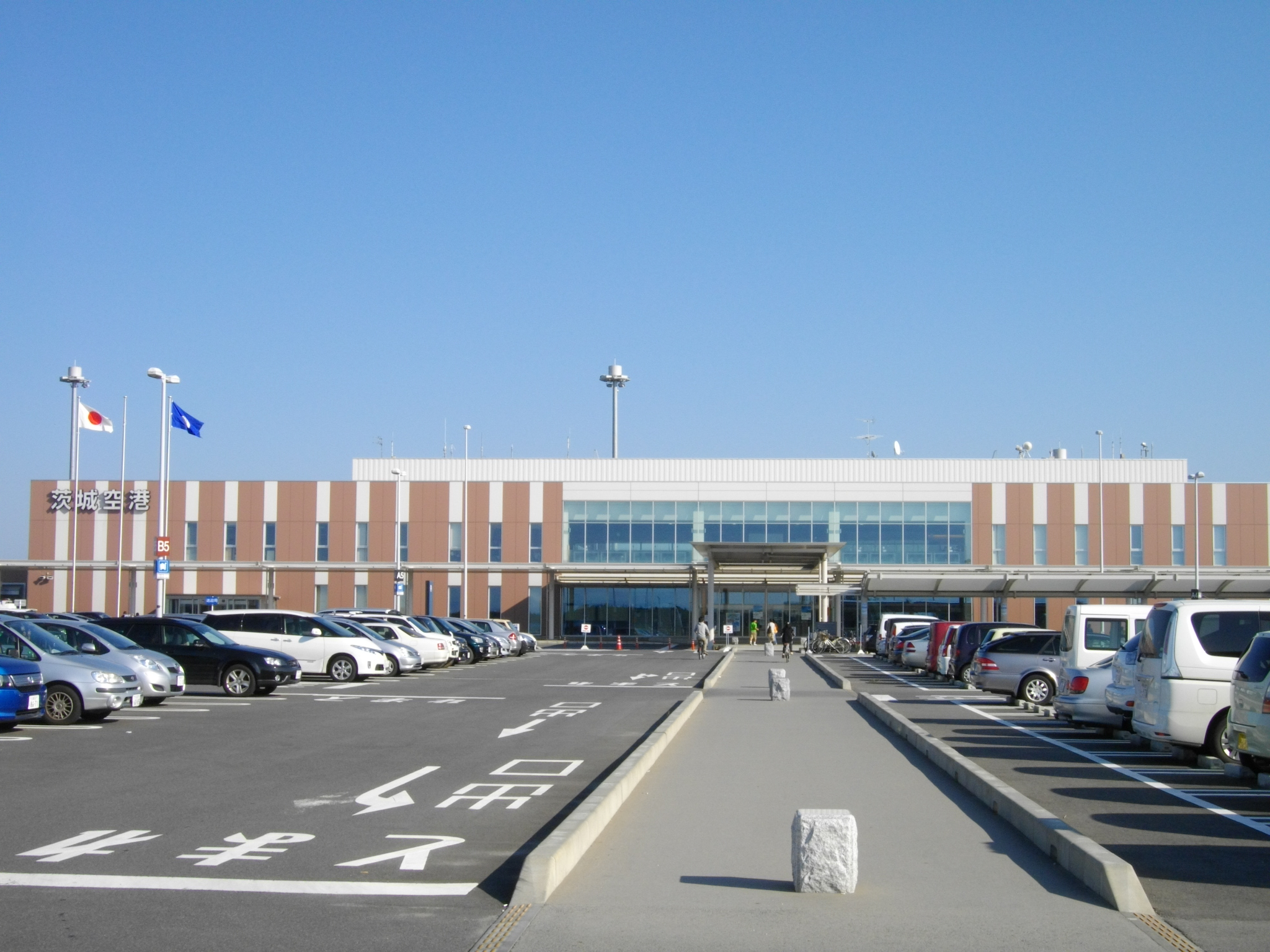
Aeropuerto de Ibaraki en Omitama.
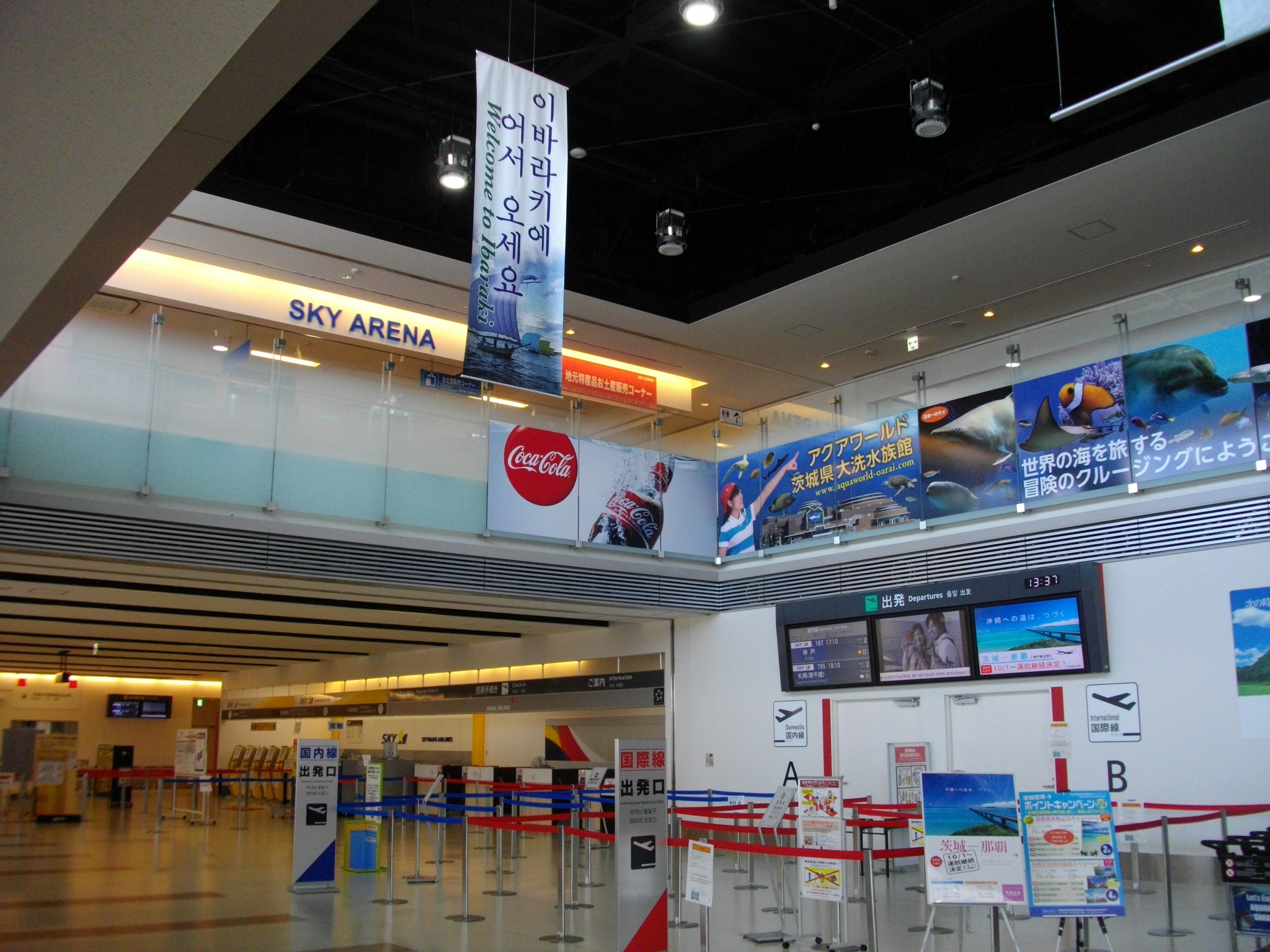
Aeropuerto de Ibaraki en Omitama.
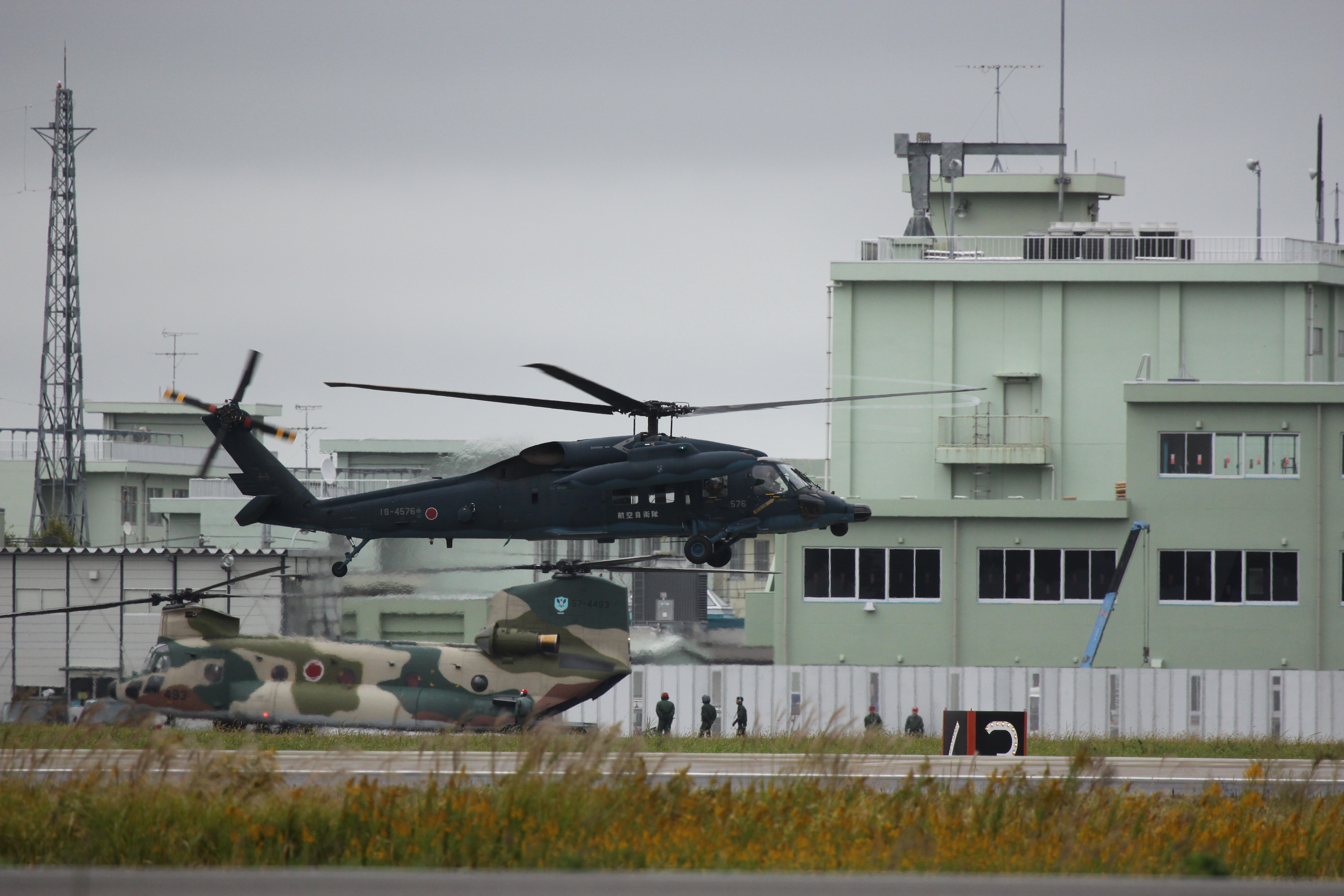
Base Aérea de Hyakuri en Omitama.
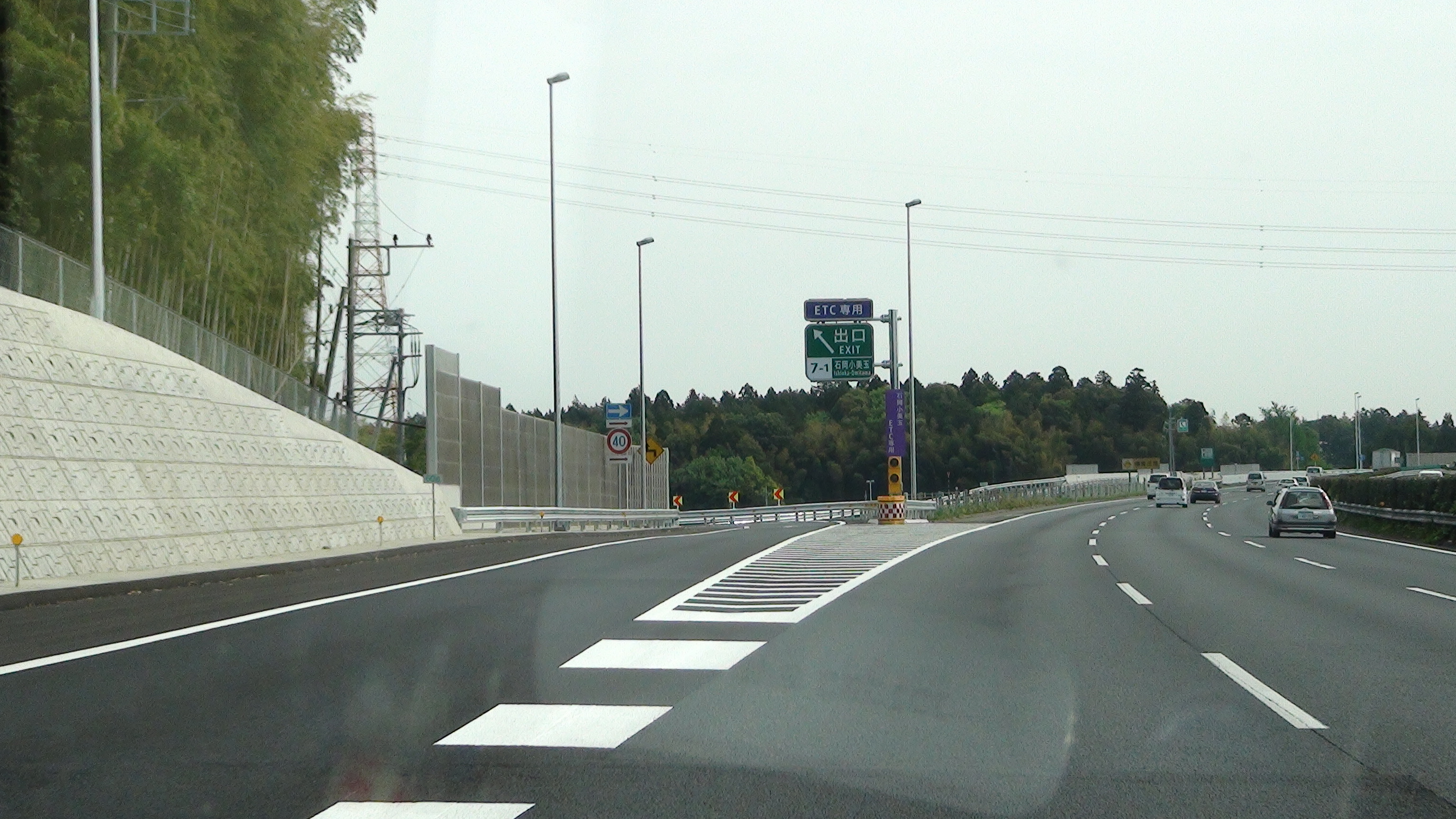
Intercambiador Ishioka-Omitama de Joban Expressway.
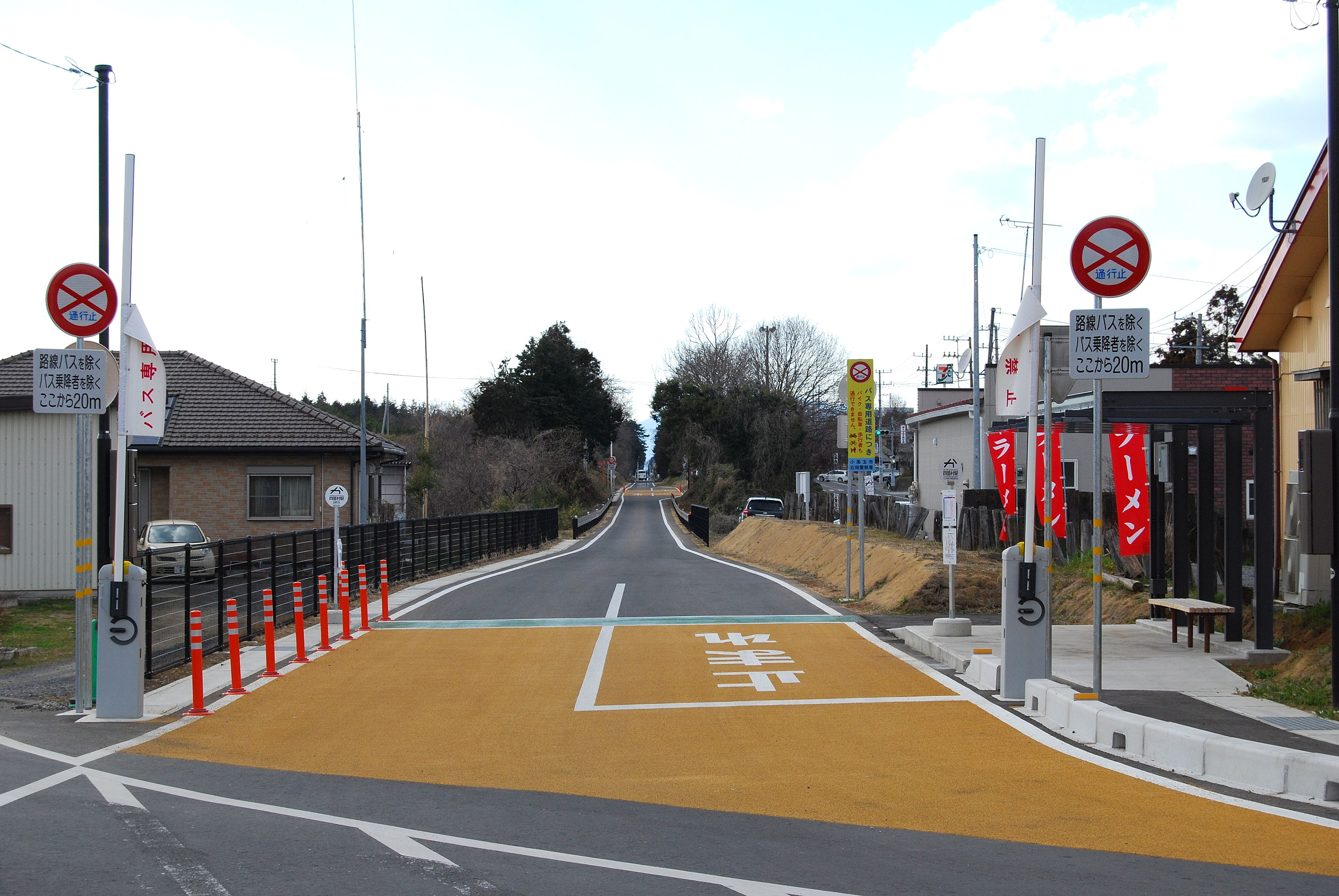
Parada de bus en Shikamura.
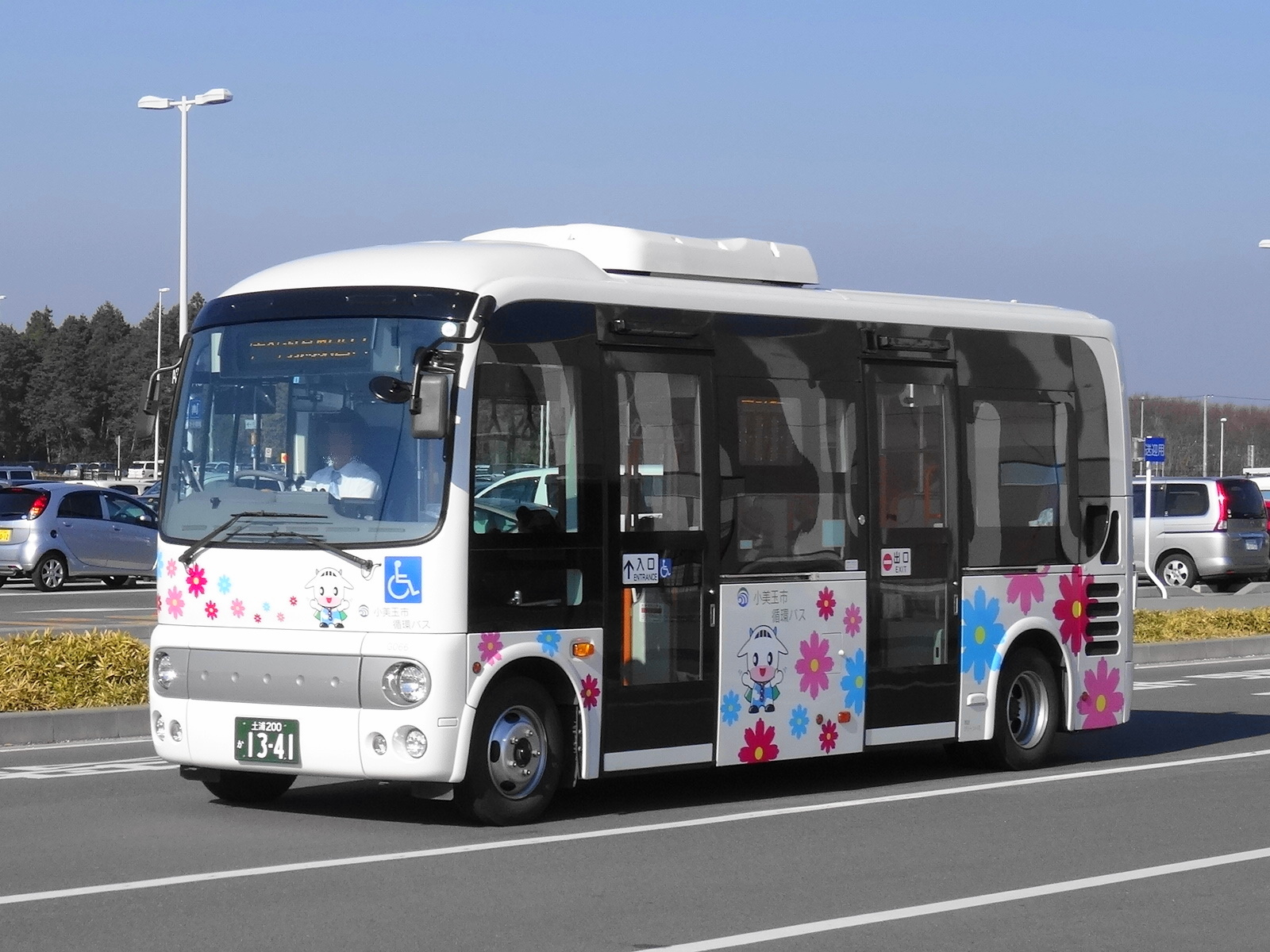
Línea de bus en Omitama.
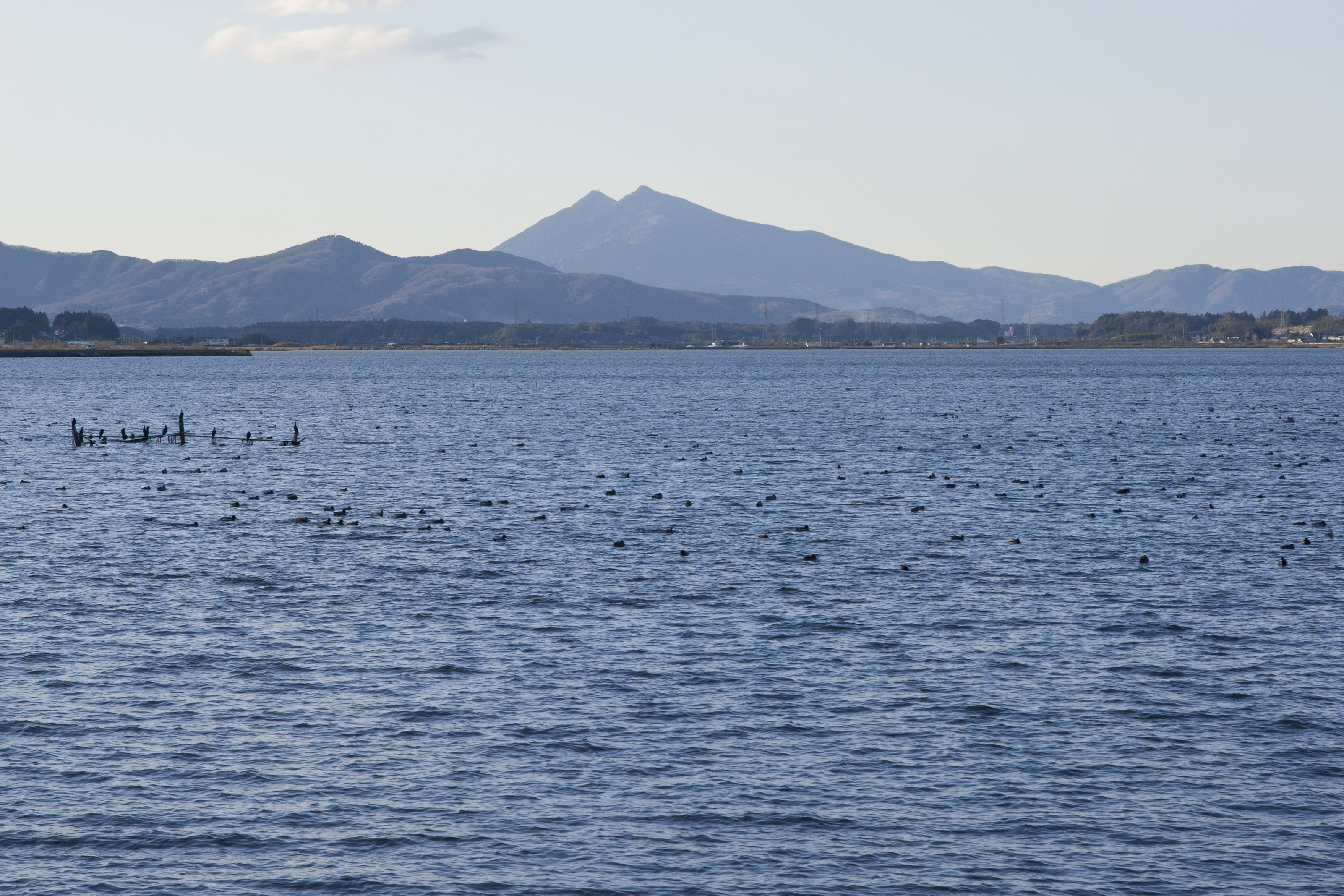
Monte Tsukuba visto desde Omitama.